# Distrikt Tambillo
Der Distrikt Tambillo liegt in der Provinz Huamanga in der Region Ayacucho in Südzentral-Peru. Der Distrikt hat eine Fläche 179 km². Beim Zensus 2017 wurden 5047 Einwohner gezählt. Im Jahr 1993 lag die Einwohnerzahl bei 3642, im Jahr 2007 bei 5068 Einwohnern. Die Distriktverwaltung befindet sich in der 3080 m hoch gelegenen Ortschaft Tambillo mit 237 Einwohnern (Stand 2017). Tambillo liegt 13 km ostsüdöstlich der Provinz- und Regionshauptstadt Ayacucho (Huamanga).

## Geographische Lage
Der Distrikt Tambillo liegt im Osten der Provinz Huamanga. Er liegt im Andenhochland an der Westflanke der peruanischen Zentralkordillere. Der Distrikt erstreckt sich zwischen den Flussläufen des Río Huata im Westen sowie des Río Yucay im Norden.
Der Distrikt Tambillo grenzt im Südwesten an den Distrikt Chiara, im Nordwesten an die Distrikte San Juan Bautista, Andrés Avelino Cáceres Dorregaray und Jesús Nazareno im Norden an den Distrikt Quinua, im Nordosten an den Distrikt Acos Vinchos sowie im Osten an den Distrikt Acocro.